# 홀리 트리니티 교회 (맨해튼)

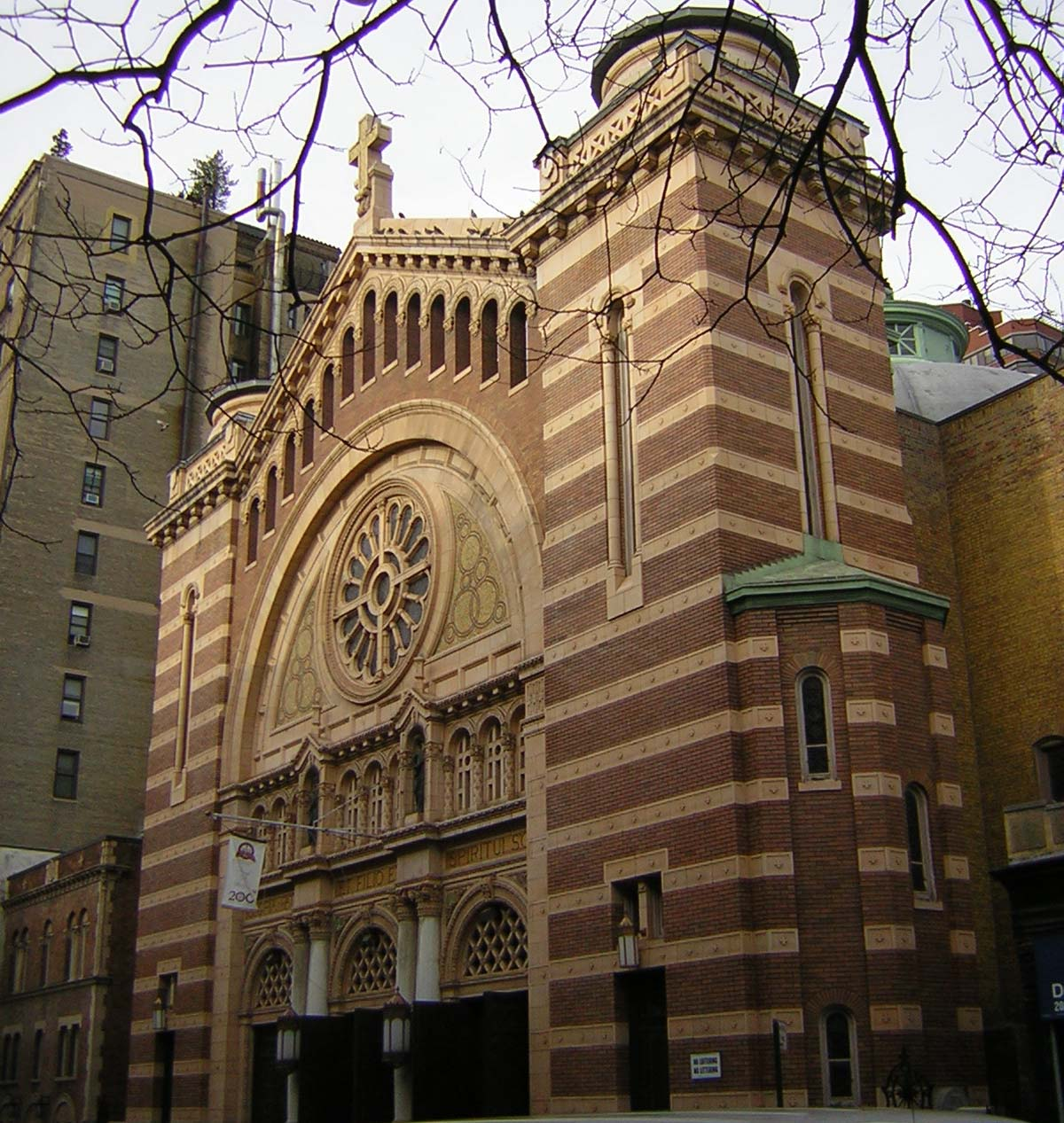
홀리 트리니티 교회

홀리 트리니티 교회(Holy Trinity Church)는 뉴욕 맨해튼 어퍼웨스트사이드에 위치한 교회이다. 조지프 휴버트 맥과이어가 디자인하였다.